# Sadie Goes to Heaven
Sadie Goes to Heaven è un film muto del 1917 diretto da W. S. Van Dyke e prodotto dalla Essanay di Chicago. Il soggetto è l'adattamento cinematografico di una storia breve dallo stesso titolo scritta di Dana Burnet e pubblicata in Good Housekeeping nell'agosto 1917.

## Trama
Nei quartieri poveri della città, la piccola Sadie O'Malley, dopo aver sentito parlare delle meraviglie del paradiso, diventa ansiosa di visitarlo. Vedendo ferma  davanti alla lavanderia una limousine, si immagina che quello sia un carro celeste con il quale potrà arrivare in cielo. Allora, preso il suo cagnetto, Sadie si infila in una cesta di biancheria che viene ritirata dall'autista della lussuosa macchina. La cesta arriva a casa della ricca signora Riche che, in quel momento è assente, trovandosi in viaggio. In casa Riche, tutti pensano che la bambina non sia altro che una delle manie della padrona di casa e così, si prendono cura della piccola, che viene vestita con molta eleganza. Quando la signora ritorna a casa, viene conquistata da Sadie. Ma, pur volendo tenerla con sé, le proibisce di tenere ancora il cane. Sadie, allora, le risponde che preferisce rinunciare al paradiso, piuttosto che al suo cane. Ritornata a casa, la bambina racconta alla madre di essere stata in paradiso, dove però non poteva restare perché i cani non vi sono ben accetti.

## Produzione
Il film fu prodotto dalla Perfection Pictures per l'Essanay Film Manufacturing Company.

## Distribuzione
Distribuito dalla George Kleine System, il film uscì nelle sale cinematografiche statunitensi il 24 dicembre 1917.